# 토니 니스

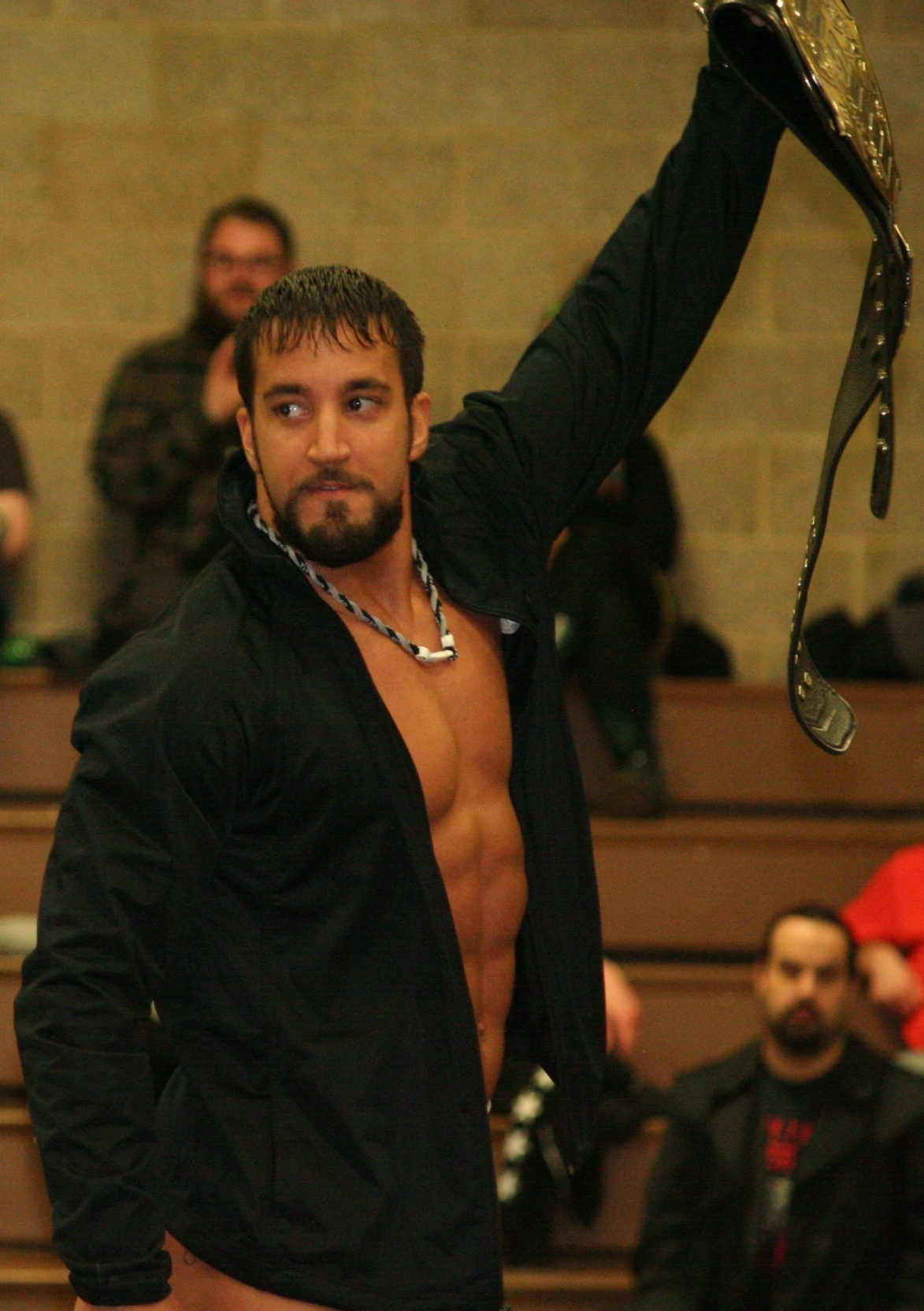
앤서니 니스

앤서니 니스(Anthony Nese, 1985년 8월 6일 ~ )는 미국의 남자 프로레슬링선수다. WWE 링네임이 토니 니즈(Tony Nese)다. 2005년 프로레슬링 입문했고, 피니쉬는 450° 스플래쉬, 리버스 파일드라이버, 싱글 레그 보스턴 크랩, 펌프핸들 슬램으로 사용을 한다. 2016년 9월 26일 WWE Raw에서 등장을 한다. 그 당시 TJ 퍼킨스랑 대결을 하다가 지게 되었지만 2016년 10월 3일 WWE Raw에서 리치 스완이라는 승리를 얻게 되었다. 키는 179cm 몸무게는 89kg이다.

## 경력
- 오픈 더 유나이티드 게이트 챔피언 1회 - 칼렙 콘리 & 트렌트 바레타
- FWE 태그팀 챔피언 1회 - 직소
- IWC 슈퍼 인디 챔피언 1회
- FBW 헤비웨이트 챔피언 1회
- NYWC 헤비웨이트 챔피언 2회
- NYWC 태그팀 챔피언 1회 - 플라즈마
- NYWC 인터스테이트 챔피언 1회
- NYWC 퓨전 챔피언 1회
- PWS 트라이-스테이트 챔피언 1회
- WWE 크루저웨이트 챔피언 1회